# Vuelta a Colombia 1957
La 7.ª edición de la Vuelta a Colombia tuvo lugar entre el 19 de junio y el 6 de julio de 1957. El español José Gómez del Moral del equipo de España se coronó campeón con un tiempo de 56 h, 5 min y 36 s. Del Moral se convierte en el segundo corredor extranjero en ganar la Vuelta a Colombia.

## Equipos participantes
Los equipos participantes fueron:
| Equipo             | Categoría  |
| ------------------ | ---------- |
| Antioquia A        | Aficionado |
| Antioquia B        | Aficionado |
| Antioquia C        | Aficionado |
| Atlántico          | Aficionado |
| Austria            | Aficionado |
| Bolívar A          | Aficionado |
| Bolívar B          | Aficionado |
| Boyacá             | Aficionado |
| Caldas             | Aficionado |
| Cundinamarca A     | Aficionado |
| Cundinamarca B     | Aficionado |
| Cundinamarca C     | Aficionado |
| España             | Aficionado |
| Fuerzas Armadas    | Aficionado |
| Huila              | Aficionado |
| Meta               | Aficionado |
| Norte de Santander | Aficionado |
| Santander          | Aficionado |
| Tolima             | Aficionado |
| Valle A            | Aficionado |
| Valle B            | Aficionado |

## Etapas
| Etapa      | Fecha       | Recorrido                  | Distancia (km)       | Ganador                | Líder                  |                      |
| ---------- | ----------- | -------------------------- | -------------------- | ---------------------- | ---------------------- | -------------------- |
| 1.ª etapa  | 19 de junio | Barranquilla - Cartagena   | 142                  | Alberto Sant Alenta    | Alberto Sant Alenta    |                      |
| 2.ª etapa  | 20 de junio | Cartagena - Sincelejo      | 197                  | Pedro Chaparro         | Alberto Sant Alenta    |                      |
| 3.ª etapa  | 21 de junio | Sincelejo - Planeta Rica   | 123 (CRE)            | Tolima                 | Alberto Sant Alenta    |                      |
| 4.ª etapa  | 22 de junio | Puerto Antioquia - Yarumal | 104                  | Jorge Alfonso Luque    | Héctor Mesa Monsalve   |                      |
| 5.ª etapa  | 23 de junio | Yarumal - Medellín         | 134                  | Jorge Alfonso Luque    | Héctor Mesa Monsalve   |                      |
|            | 24 de junio | Descanso en Medellín       | Descanso en Medellín | Descanso en Medellín   | Descanso en Medellín   | Descanso en Medellín |
| 6.ª etapa  | 25 de junio | Medellín - Riosucio        | 160                  | Hernán Medina Calderón | Hernán Medina Calderón |                      |
| 7.ª etapa  | 26 de junio | Riosucio - Manizales       | 106                  | José Gómez del Moral   | José Gómez del Moral   |                      |
| 8.ª etapa  | 27 de junio | Manizales - Pereira        | 54                   | Julio San Emeterio     | José Gómez del Moral   |                      |
| 9.ª etapa  | 28 de junio | Pereira - Tuluá            | 125                  | Julio San Emeterio     | José Gómez del Moral   |                      |
| 10.ª etapa | 29 de junio | Tuluá - Cali               | 105                  | Álvaro Gómez           | José Gómez del Moral   |                      |
|            | 30 de junio | Descanso en Cali           | Descanso en Cali     | Descanso en Cali       | Descanso en Cali       | Descanso en Cali     |
| 11.ª etapa | 1 de julio  | Cali - Sevilla             | 160                  | Pablo Hurtado          | José Gómez del Moral   |                      |
| 12.ª etapa | 2 de julio  | Sevilla - Armenia          | 68                   | Eduardo Bustos         | José Gómez del Moral   |                      |
| 13.ª etapa | 3 de julio  | Armenia - Ibagué           | 101                  | Roberto Buitrago       | José Gómez del Moral   |                      |
|            | 4 de julio  | Descanso en Ibagué         | Descanso en Ibagué   | Descanso en Ibagué     | Descanso en Ibagué     | Descanso en Ibagué   |
| 14.ª etapa | 5 de julio  | Ibagué - Girardot          | 79 (CRI)             | Alberto Sant Alenta    | José Gómez del Moral   |                      |
| 15.ª etapa | 6 de julio  | Girardot - Bogotá          | 133                  | Jesús María Lucumí     | José Gómez del Moral   |                      |

## Clasificaciones finales

### Clasificación general
Los diez primeros en la clasificación general final fueron:
| Clasificación general |                      |                 |                   |
| Ciclista              | Ciclista             | Equipo          | Tiempo            |
| --------------------- | -------------------- | --------------- | ----------------- |
| 1.º                   | José Gómez del Moral | España          | 56 h 05 min 36 s  |
| 2.º                   | Efraín Forero        | Cundinamarca B  | + 37 min 58 s     |
| 3.º                   | Jorge Alfonso Luque  | Cundinamarca A  | + 39 min 27 s     |
| 4.º                   | Arturo López         | Caldas          | + 58 min 54 s     |
| 5.º                   | Fernando Gutiérrez   | Caldas          | + 1 h 08 min 32 s |
| 6.º                   | Roberto Buitrago     | Cundinamarca A  | + 1 h 15 min 56 s |
| 7.º                   | Benjamín Jiménez     | Boyacá          | + 1 h 26 min 56 s |
| 8.º                   | José Pulido          | Cundinamarca B  | + 1 h 32 min 39 s |
| 9.º                   | Eduardo Bustos       | Fuerzas Armadas | + 1 h 54 min 52 s |
| 10.º                  | Luis Peña            | Boyacá          | + 1 h 55 min 04 s |

### Clasificación de la montaña
| Clasificación de la montaña |                      |                |        |
| Ciclista                    | Ciclista             | Equipo         | Puntos |
| --------------------------- | -------------------- | -------------- | ------ |
| 1.º                         | Jorge Alfonso Luque  | Cundinamarca A | 28     |
| 2.º                         | Roberto Buitrago     | Cundinamarca A | 21     |
| 3.º                         | José Gómez del Moral | España         | 16     |

### Clasificación por equipos
| Clasificación por equipos |                |                   |
| Equipo                    | Equipo         | Tiempo            |
| ------------------------- | -------------- | ----------------- |
| 1.º                       | Cundinamarca A | 172 h 05 min 28 s |
| 2.º                       | Cundinamarca B | + 19 min 42 s     |
| 3.º                       | España         | + 32 min 28 s     |